# 霍爾茨魏爾湖 (諾伊基希)
47°39′59.32″N 9°41′42.05″E / 47.6664778°N 9.6950139°E

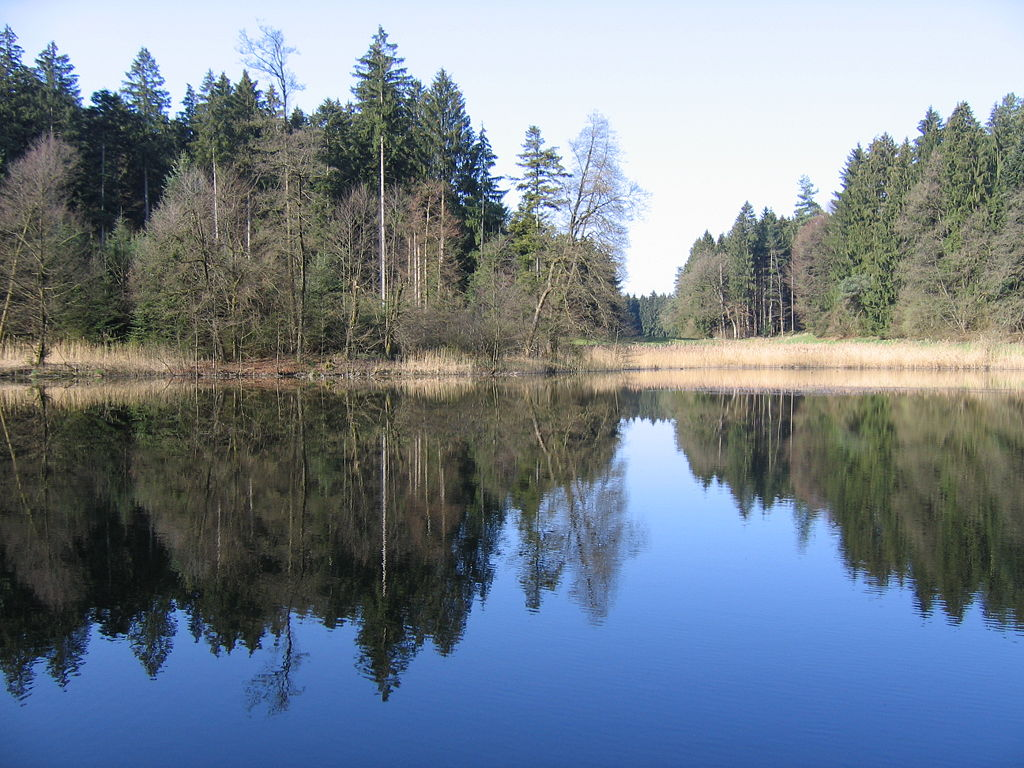

霍爾茨魏爾湖（德語：Holzweiher），是德國的湖泊，位於該國西南部，由巴登-符騰堡州負責管轄，處於諾伊基希，面積0.01平方公里，海拔高度570米，平均水深2米。